# Kowali (obwód charkowski)
Kowali (ukr. Ковалі) – wieś na Ukrainie, w obwodzie charkowskim, w rejonie bogoduchowskim, w hromadzie Zołocziw. W 2001 liczyła 145 mieszkańców.